# Kool Shen
Bruno Lopes, alias Kool Shen (n. 9 de febrero de 1967) es un cantante de rap francés. 
Crece en Saint-Denis donde se apasiona muy pronto por la cultura hip hop. Participa en distintos grupos, pero es al lado de Joey Starr cuando conoce el éxito, formando al grupo NTM al final de los años 80. El grupo cosechó un enorme éxito durante más de diez años. Al irse del grupo en 1999, Kool Shen crea su grupo (IV My People) y produce a numerosos artistas: Zoxea, Toy, Salif, etc. Después de varios años de producción para su colectivo, Kool Shen registra su primer álbum solo en 2004, "Dernier Round" (Última Ronda) que vende más de doscientos mil ejemplares. Poco tiempo después de la salida del álbum, anuncia su intención de retirarse de la escena y da en 2005 su última serie de conciertos prometiendo que el rap no ha muerto y que seguirá velando y produciendo a nuevos artistas.

## Discografía
- 2004: Dernier round
- 2005: L'avenir est à nous (Maxi con Rohff et Dadoo)
- 2005: Dernier Round au Zénith